# N组赛车

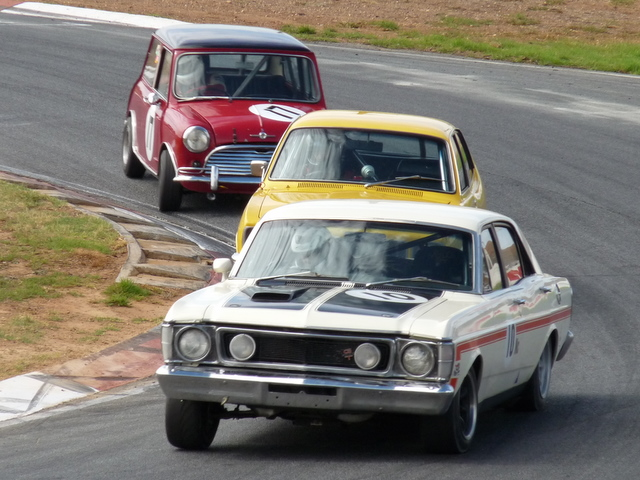
N 组规格的赛车在 Mallala 赛车运动公园比赛的图片

在受國際汽聯規管的汽車競賽中，N組規格是一系列關於改裝量產汽車比賽的標準。與A組賽車的規格相比，N組賽車的改裝限制更多，而且通常以令賽車的壽命更長為目標。
在N組規格的定義下，一種得到量產認證的汽車需在一年有2500架或以上的生產架次。而在比賽的規則中另外有准許或禁止使用渦輪增壓器的規定。

## 道路賽
在不少的國內外房車比賽中，通常有一個組別是指定予N組汽車參加的。而當中，有一些的比賽則另外附設有「超級生產組」的規則。在「超級生產組」的規則下，車隊可以用一架N組規格的賽車另外再行有限度的改裝。
在世界上的汽車競賽中仍有不少的錦標賽使用N組或者超級生產組的規格，例如日本的超級耐久（使用N組汽車的耐力賽），意大利的ETCS，英國的英國房車錦標賽，亞洲房車賽，澳門的財神盃（澳門格蘭披治大賽車的其中一項競賽）等等。但在2000年後隨著超級2000（super 2000）的賽制開始生效和流行，有不少的錦標賽已轉用超級2000的改裝規格，例如房車賽中最高級的世界房車錦標賽（WTCC）。與N組的規格相比，超級2000的賽車容許更多的改裝。

## 拉力賽
在拉力賽中，是以N組汽車作賽的。N組的拉力賽車通常以改裝的市售高性能房車為主，而且大部份配有渦輪機和四輪驅動裝置，如三菱的Lancer Evolution和富士的Impreza WRX STI；除卻上述的兩款之外，另外有大量的汽車種類是得到國際汽聯認證，可以在道路或拉力賽上使用。除了上述的比賽，有不少的區域性或國內的拉力錦標賽是以N組規格作賽的。

## 可作出的改裝
車身
底盤
駕駛介面
電腦調校

## 外部連結
- 國際汽聯：N組賽車的規格一覽[永久]